# Carsten Schmiester
Carsten Schmiester (* 28. April 1962 in Oldenburg) ist ein deutscher Hörfunkjournalist.

## Leben
Carsten Schmiester machte 1981 das Abitur an der Hindenburgschule  (heute Herbartgymnasium) in Oldenburg. Nach dem Wehrdienst volontierte er von 1982 bis 1984 bei der Oldenburger Nordwest-Zeitung. 1984 war er Redakteur bei der Nordwest-Zeitung und studierte Sozialwissenschaften, Geschichte und Recht an der Fernuniversität in Hagen.
1988 wechselte er zum NDR-Hörfunk, zunächst ins Studio Oldenburg. 1989 ging er nach Hamburg zu NDR2 und arbeitete dort bis 1999 als Redakteur und Moderator der Kurier-Sendungen. In dieser Zeit war er vertretungsweise als Hörfunkkorrespondent in Singapur (1993), Neu-Delhi (1996) und London (1998) tätig. Von 1999 bis 2003 arbeitete er  als Hörfunkkorrespondent im NDR/WDR-Studio London. Von 2003 bis 2008 war er Studioleiter Hörfunk im NDR/WDR-Studio Washington. 
Von 2009 bis 2015 leitete Schmiester als Chef vom Dienst Programm Aktuell die Aktuell-Redaktion bei NDR2 in Hamburg. Ab April 2016 berichtete er als ARD-Hörfunkkorrespondent über die nordischen Länder und das Baltikum in Stockholm. Im April 2021 kehrte er zurück zum NDR nach Hamburg und arbeitete bei NDR Info. Von Februar 2022 bis März 2025 war er Leiter der Redaktion von "Streitkräfte und Strategien" und Host des Podcasts.

## Ehrungen und Auszeichnungen
2013 gewann er gemeinsam mit Petra Sander den Deutschen Radiopreis in der Kategorie „Beste Nachrichtensendung“.